# 阿索格
阿索格（英語：Azog the defiler），外號「毀滅者」，是作家J·R·R·托爾金奇幻小說《魔戒》中的反派人物，身為半獸人的首領，在第三紀元統治著迷霧山脈的半獸人，他將矮人國王索爾殺死，而引發了矮人與半獸人戰役。
他的兒子波格亦引發了五軍之戰。

## 生平
於第三紀元期間，估計阿索格居住於摩瑞亞礦坑內。據小說裡描述：他身材極為高大，頭上還鑲著鐵皮，有著驚人的怪力與敏捷度，並擁有許多護衛。
第三紀元2790年，年老的矮人國王索爾進入摩瑞亞，在那裡他被阿索格殘忍地殺害；阿索格並將自己的名字烙印在索爾的頭顱上以讓其他矮人看到，還肆意嘲弄地將錢包放入首級內。索爾之子索恩二世得知此事後極為震怒，招集所有矮人部族開始復仇，一一掃蕩迷霧山脈各處的半獸人據點。矮人大軍追逐半獸人來到摩瑞亞，在那裡雙方發生決戰，即為「阿薩努比薩之戰」。阿索格與鐵丘陵矮人首領耐恩在摩瑞亞大門口前對決，最終阿索格以長刀砍斷耐恩的脖子，將其殺死。但這時其部下已潰不成軍，阿索格正要逃進摩瑞亞門內時，耐恩之子丹恩·鐵足追上一斧砍下他的首級。戰後矮人們將阿索格首級插在木樁上，把錢包塞入他口中。
阿索格有一兒子波格，之後繼承他的位置，領導半獸人進攻孤山，引發了五軍之戰。

## 改編描述
在彼得·傑克森執導的電影系列《哈比人》（於2012至2014年間上映）裡，阿索格由馬努·班奈特飾演，是由動態捕捉和電腦動畫特效（CGI）技術塑造出的角色。他身高7呎，身體蒼白，騎著一隻白色座狼，殘廢的左手裝著一根用做武器的鐵爪，右手握著釘頭槌；與索林有著深仇大恨。班奈特曾表示他以電影《大白鯊》中的鯊魚作為飾演阿索格時的靈感。
於首集《哈比人：意外旅程》中阿索格奉死靈法師（索倫）之命追殺索林領導的矮人遠征軍，在第二集《哈比人：荒谷惡龍》裡，阿索格受到招喚前往多爾哥多面見他的主子索倫，並受命統領半獸人軍團前往孤山，到《哈比人：五軍之戰》時阿索格已換上一身鐵盔甲，左手斷肢處亦裝上一把鐵刀。在五軍之戰裡，阿索格站在烏丘暸望塔上指揮半獸人向孤山進攻，並親手殺死矮人菲力；在與索林決鬥中，阿索格重創了索林，但隨即被索林以獸咬劍殺死。
電影劇情中刻意加強了阿索格的重要性，他是一個重要的反派角色，多爾哥多半獸人軍團的指揮官。與原著小說明顯不同的是，電影中阿索格並沒有在矮人與半獸人戰役中死去，而只是被矮人王子索林·橡木盾砍斷一支手臂（在電影裡的這場戰役中，阿索格還將索恩俘虜，並送至多爾哥多）。
維塔工作室也製造了真人大小的阿索格雕像，在《哈比人：五軍之戰》上映期間於紐西蘭國立博物館等地展出。

## 外部連結
- 互联网电影数据库上阿索格的资料（英文）
- 阿索格 （页面存档备份，存于）在TheOneRing.net網站上的資料（英文）
- 阿索格 （页面存档备份，存于）在阿爾達百科全書上的條目（英文）